# الهجمات عبر الحدود في صباح

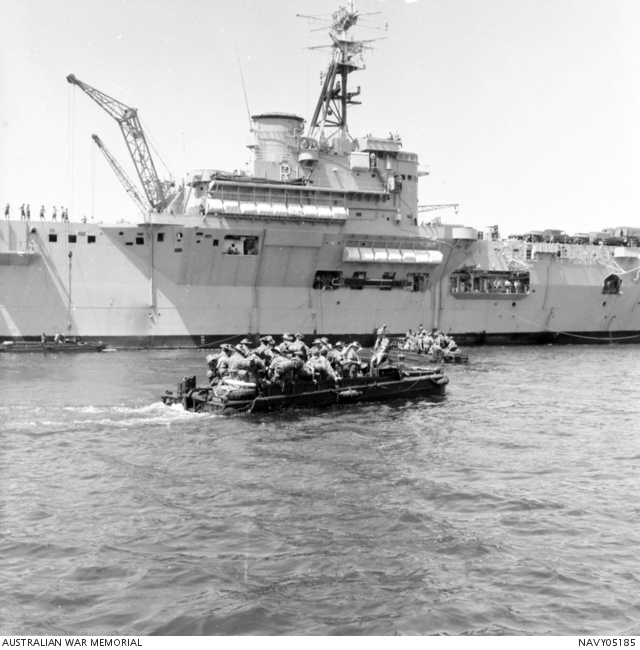
جنود أستراليون يُنقلون في زوارق صغيرة أثناء نقل قوات إيتش إم إيه إس سيدني عند وصولها إلى شمال بورنيو (صباح) للمحاربة في المواجهة الإندونيسية وهجمات القراصنة الفلبينيين المحتملة كجزء من برنامج المساعدة الدفاعية لماليزيا في عام 1964.

الهجمات عبر الحدود في مدينة صباح الماليزية، هي سلسلة من الأعمال الإرهابية عبر الحدود التي ارتكبها قراصنة المورو (السكان المسلمون في الفلبين) من مينداناو في صباح، والتي بدأت قبل فترة الاستعمار البريطاني. لقي العديد من المدنيين مصرعهم أو عانوا خلال هذه الهجمات؛ مؤديًا ذلك إلى زيادة المشاعر المعادية للفلبينيين بين السكان الأصليين في صباح؛ وخاصة بعد الهجمات الكبرى في عام 1985 و2000 و2013. زادت وتيرة الهجمات خلال فترتي رئاسة ديوسدادو ماكاباجال وفرديناند ماركوس، واللذان أيدا المزاعم الوحدوية المتعلقة بضم شرق صباح ليصبح جزءًا من أراضي الفلبين. قُبِض على حوالي 78% من نزلاء السجون في الولاية بعد تورطهم في أنشطة إجرامية وقضايا خارجة عن القانون، وكان أغلبهم بشكل أساسي من جنوب الفلبين، وذلك بالإضافة إلى عمليات تسلل المسلحين وهجماتهم الأخيرة والهجرة البشرية العشوائية من مينداناو إلى صباح؛ والتي زادت من مشاعر القلق بين السكان المحليين في صباح.
طُلب من قوات الأمن الماليزية تشديد أمنها وضمان عدم محاولة الإرهابيين الفرار من الملاحقة القضائية بالهروب إلى مناطق غير مأهولة؛ وذلك قبل العملية العسكرية الواسعة النطاق التي بدأها الرئيس الفلبيني رودريغو دوتيرتي لمكافحة الفوضى المتفشية في جنوب الفلبين منذ منتصف عام 2016. أمر قادة صباح قوات الأمن الماليزية بإطلاق النار بشكل فوري على المتسللين الذين يواصلون تجاهل القوانين على الرغم من التحذيرات المتكررة؛ ووضع المسلحين الفارين تحت وطأة قوانين البلاد بشكل أكثر فعالية. عززت السلطات الماليزية أمن حدودها بعد إعلان الأحكام العرفية في الفلبين المجاورة منذ 23 مايو عام 2017. حث رئيس وزراء صباح، شافعي أفضل، قوات الأمن الماليزية على التوقف عن اتخاذ موقف دفاعي؛ والهجوم على الجرائم المتفشية التي يرتكبها مجرمون وإرهابيون من جنوب الفلبين والتي تزعزع السلام في الولاية.
أصدرت دول مختلفة مثل أستراليا، وكندا، والصين، وفرنسا، وألمانيا، وهونغ كونغ، وأيرلندا، واليابان، ونيوزيلندا، وسنغافورة، وكوريا الجنوبية، وسويسرا، وتايوان، والمملكة المتحدة، والولايات المتحدة وفيتنام تحذير سفر لمواطنيها لتجنب المنطقة في شرق صباح.

## الجدول الزمني للهجمات

### إستراتيجية الهجوم
تختلف أساليب الهجوم وتستند إلى دوافع المجموعات الفردية. سيهاجم قراصنة مورو والمسلحون ويهربوا إلى الحدود الماليزية-الفلبينية أو إلى الجزر القريبة بشكل عام عندما تكتشف قوات الأمن أنشطتهم. عادة ما سرق القراصنة والمسلحون محركات القوارب والطعام والأشياء المفيدة الأخرى التي يمكنهم بيعها. هاجموا البلدات في بعض الحالات أيضًا، وقتلوا مدنيين أبرياء واختطفوهم كما هو موضح في هجمات لاحد داتو وسيمبورنا. لعب المهاجرون الفلبينيون غير الشرعيين دورًا مهمًا في مساعدتهم من خلال توفير المعلومات حول هدفهم التالي. غيرت الجماعات المسلحة مثل جماعة أبو سياف تكتيكاتها من خلال مهاجمة وخطف طواقم السفن الأجنبية؛ وذلك بسبب زيادة دوريات القوات المسلحة الماليزية الأمنية. تسلل العديد من الفارين من العملية العسكرية الفلبينية في جنوب الفلبين أيضًا إلى صباح باتباع أساليب جديدة؛ وذلك بدخولهم الولاية ضمن مجموعة صغيرة لتجنب اكتشافهم واشتباه قوات الأمن الماليزية بهم؛ واكتُشِف ذلك بعد تبليغ القرويين المحليين الذين رأوا العديد من الأشخاص المشبوهين الجدد يأتون إلى قريتهم من البحر بعد وقت قصير من استمرار العملية العسكرية. يُعَتقد أن العديد منهم أعضاء في جماعات مسلحة وأخرى للخطف.

### القرن العشرين
هاجم سبعة من الفلبينيين المسلحين من مورو بلدة كوناك بمناجل ماشيتي (أداة تشبه الساطور)، وسرقوا رجال الأعمال هناك في عام 1962. أعادوا الهجوم مرة أخرى في عام 1963، ولكن هذه المرة على بلدة سيمبورنا وقتلوا عددًا من السكان. تعرض قارب ركاب كان في طريقه إلى سيمبورنا من لاحد داتو وعلى متنه 48 راكبًا للهجوم في أكتوبر عام 1979 وأُجبِر على الرسو في جزيرة أدال. قُتل ثلاثة ركاب بالرصاص، واغتُصبت امرأة ونُقل البقية إلى الفلبين، ولكن قوات الأمن الفلبينية أنقذتهم بسرعة. هاجمت مجموعة من 6-8 أشخاص من مورو في عام 1980 جزيرة بالقرب من سيمبورنا ببنادق إم 16، مما أسفر عن مقتل القرويين أثناء نومهم. قُتِل سبعة قرويين وأصيب 11 آخرون في النهاية. نصبت مجموعة من مورو كمينًا لقرية في جزيرة تيمبا-تيمبا في عام 1982، وبدأت في إطلاق النار على القرويين وسرقتهم وقتلهم. قُتِل 21 شخصًا وجُرِح 11 آخرين في حادث عام 1985، والذي يُعتبر الأكثر رعبًا من بين هذه الهجمات. قُتِل خمسة من المتسللين على يد الشرطة البحرية الماليزية بينما تمكن الآخرون من الفرار. قال أحد الضحايا في نهاية المأساة:
لا يسعني إلا أن أتساءل عن حكومتنا، التي لا يبدو أنها تدافع عنا ضد هؤلاء اللصوص.
قُتل مديرين يابانيين وأصيب آخرون في عام 1987 بعد هجوم اثني عشر مسلحًا مصنعًا في جزيرة بوهيدولانغ؛ مما أجبر الشركة على إغلاق مصنعها ونقله إلى إندونيسيا. هاجمت مجموعتان مسلحتان منفصلتان من مينداناو بلدة سيمبورنا، إذ هاجمت المجموعة الأولى مركزًا للشرطة بإلقاء قنبلة تُستخدم لقتل الأسماك، بينما تمكنت المجموعة الثانية من سرقة مجوهرات تبلغ قيمتها حوالي 100 ألف رينغيت ماليزي في متجر ذهب في عام 1996. ألقت الشرطة القبض على اثنين من أعضاء المجموعة أثناء تبادل إطلاق النار وانتُشِلت منهم 200 رصاصة، وتمكن الباقون من الفرار. وقعت هجمات أخرى شنها بين 10-20 موروي في مدينة سيمبورنا في مارس عام 1996؛ وذلك عندما هاجمت ثلاث مجموعات مسلحة منفصلة أماكن مختلفة في نفس الوقت. هاجمت المجموعة الأولى مقر قيادة الشرطة بينما هاجمت المجموعة الثانية مركزًا للشرطة. كان دافع المجموعة الأولى والثانية واضحًا، وهو تأخير الوقت وترك المجموعة الثالثة تنجح في سرقة محل ذهب.
لم يُلقى القبض على المتسللين، وتمكنوا من الفرار بمبلغ 200 ألف رينغيت ماليزي. هاجم أربعة رجال مسلحين متجرًا للذهب في مدينة تاواو الماليزية مرة أخرى في يوليو عام 1996؛ وتمكنوا من سرقة مجوهرات تبلغ قيمتها حوالي 150 ألف رينغيت ماليزي؛ ولكن أحد المسلحين ارتكب خطأ في وقت لاحق عندما انسحب إلى قرية للاجئين في تاواو حيث قتلته الشرطة بالرصاص. قُتل خمسة مسلحين آخرين من مجموعات أخرى على أيدي الشرطة بعد ساعة من التحقيق.